# Iglesias de Burgos
Burgos es una ciudad de la comunidad autónoma de Castilla y León (España) que cuenta con numerosos templos católicos de distintas épocas, pertenecientes a la Archidiócesis de Burgos (bien al cuidado del clero regular o bien perteneciendo a órdenes religiosas). 

Logotipo de la Archidiócesis de Burgos

Bandera de la ciudad de Burgos con escudo

Escudo de la ciudad de Burgos

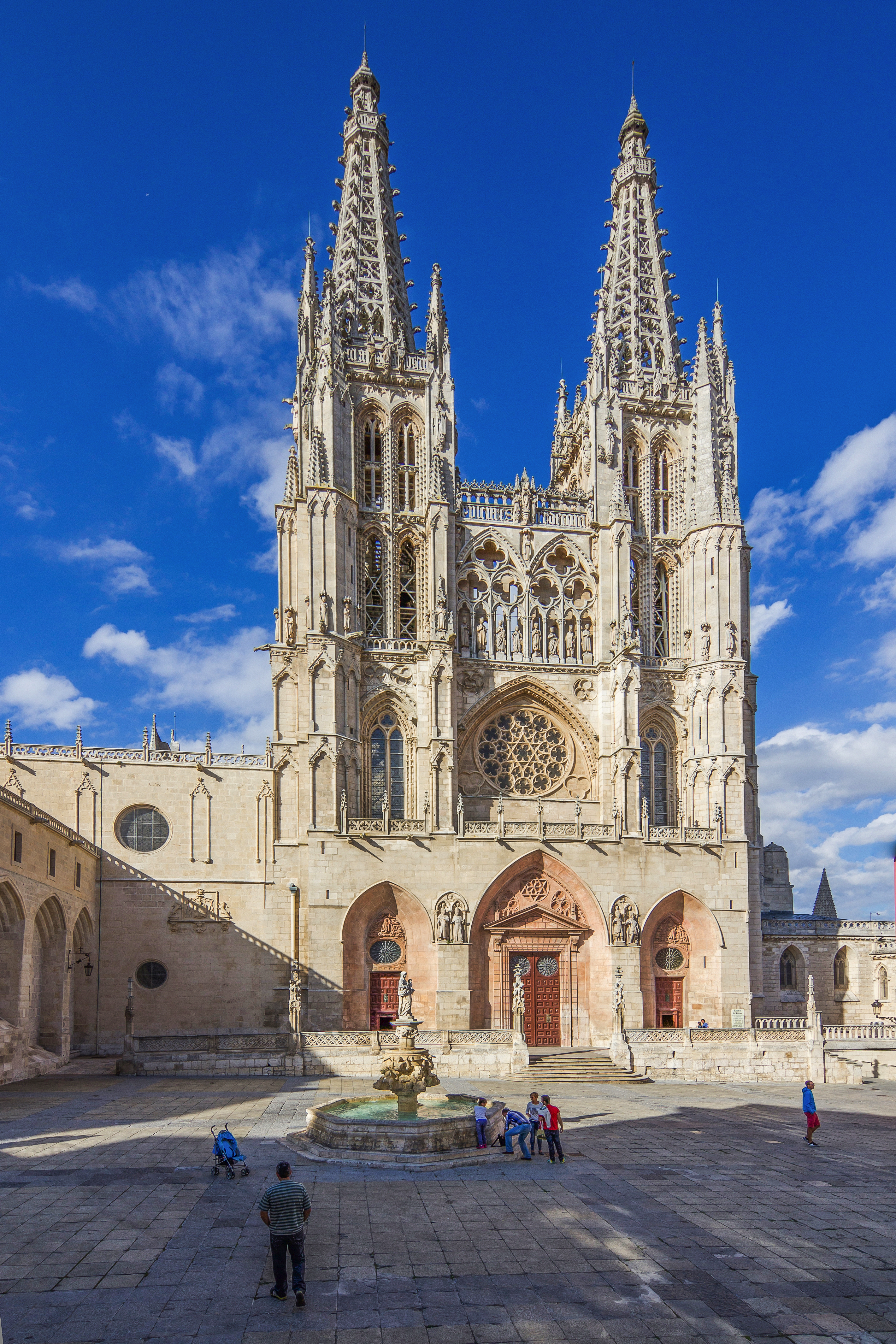
Fachada principal de la catedral de Burgos

## Iglesia Catedral de Santa María
La Santa Iglesia Catedral Basílica Metropolitana de Santa María es un templo catedralicio de culto católico dedicado a la Virgen María, en la ciudad española de Burgos.

## Parroquias en la ciudad de Burgos hasta finales delsigloXVIII
Las parroquias de Burgos aparecen descritas en la  obra histórica de fray Enrique Flórez de Setién y Huidobro (1702-1773) España Sagrada, tomo XXVII.

### Templos desaparecidos
- Iglesia de Santa María la Blanca.
- Iglesia de San Román (quedan restos arqueológicos).
- Iglesia de Nuestra Señora de Vejarrúa.
- Iglesia de Santiago de la Fuente.
- Iglesia de San Saturnino, vulgarmente San Zaornil.

### Arciprestazgo de Burgos - Vega
- Iglesia de San Pedro y San Felices (barrio de San Pedro y San Felices), conocida antiguamente como San Pedro Saelices (corrupción de San Felices). Posteriormente a la obra del Padre Flórez (a partir de 1855 y durante un tiempo) estuvo adscrita a la parroquia de San Cosme y San Damián.
- Iglesia de San Cosme y San Damián.
- Iglesia de San Pedro de la Fuente o San Pedro del Barrio (barrio de San Pedro de la Fuente).

### Arciprestazgo de Burgos - Vena
- Iglesia de San Esteban Protomártir, a partir de 1993 sede del Museo del Retablo (sin culto desde finales del siglo XX, la parroquia fue unida a la de San Nicolás de Bari).
- Iglesia de San Nicolás de Bari. Desde que la Iglesia de San Esteban dejó de tener culto, es la sede de la parroquia de San Esteban.
- Iglesia de San Gil Abad.
- Iglesia de San Lorenzo el Real.
- Iglesia de San Lesmes Abad.
- Iglesia de Santa Águeda. En 1941 se le unió la parroquia de Santiago Apóstol en la Catedral, pasando a denominarse parroquia de Santiago y Santa Águeda.

## Parroquias creadas o añadidas en los siglosXIXyXX

### Arciprestazgo de Burgos - Gamonal
- Iglesia de Santa María la Real y Antigua de Gamonal (parroquia del pueblo de Gamonal, anexionado a la ciudad en 1955).
- Iglesia de San Pablo Apóstol (barrio de Gamonal).
- Iglesia de Nuestra Señora de Fátima (barrio de Gamonal).
- Iglesia de El Salvador (barrio de Capiscol).
- Iglesia de San Juan de Ortega (barrio de San Cristóbal).
- Iglesia del Espíritu Santo (barrio G-9).
- Iglesia de la Inmaculada Concepción.
- Iglesia de Santo Domingo de Guzmán.
- Iglesia de San Fernando Rey.
- Iglesia del Hermano San Rafael Arnaiz.
- Iglesia de San Juan Evangelista.

### Arciprestazgo de Burgos - Vega
- Iglesia de San Julián Obispo (barrio de San Julián).
- Iglesia de la Santa Cruz (barrio de El Crucero-San José, la parroquia fue erigida en 1977, pero el edificio fue inaugurado en 2001).
- Iglesia de San Antonio Abad (barrio de Huelgas).
- Iglesia de San Martín de Porres.
- Iglesia de San José Obrero.
- Iglesia de Nuestra Señora del Pilar (barrio de El Pilar).

### Arciprestazgo de Burgos - Vena
- Iglesia de la Sagrada Familia.
- Iglesia de la Anunciación.
- Iglesia de Nuestra Señora de las Nieves.
- Iglesia de San Juan Bautista.

## Parroquias erigidas en elsigloXXI

### Arciprestazgo de Burgos - Gamonal
- Iglesia de San Juan Pablo II (en construcción).

### Arciprestazgo de Burgos - Vega
- Iglesia de San Josemaría Escrivá (barrio de Huelgas).

### Arciprestazgo de Burgos - Vena
- Iglesia de Nuestra Señora del Rosario (barrio de Fuentecillas).

## Parroquias del distrito periferia de Burgos
Distrito 5 - Periferia: Cortes, Villayuda (incluye Castañares), Villafría, Cótar, Villatoro, Villagonzalo-Arenas y Villalonquéjar.

### Arciprestazgo de Burgos - Gamonal
- Iglesia de San Adrián Mártir (barrio de Villímar).
- Iglesia de San Vicente Mártir (barrio de Villayuda).
- Iglesia de San Quirico y Santa Julita (barrio de Castañares, integrado en Villayuda).

### Arciprestazgo de Burgos - Vega
- Iglesia de San Martín Obispo (barrio de Cortes).

### Arciprestazgo de Burgos - Vena
- Iglesia de Santa María Magdalena (barrio de Villalonquéjar).
- Iglesia de El Salvador (barrio de Villatoro).

### Arciprestazgo de San Juan de Ortega
- Iglesia de la Asunción de Nuestra Señora (barrio de Cótar).
- Iglesia de San Pedro de Antioquía (barrio de Villagonzalo-Arenas).
- Iglesia de San Esteban Protomártir (barrio de Villafría).

## Parroquias de poblaciones del área metropolitana de Burgos
El área metropolitana de Burgos es una zona de influencia o Área Urbana Funcional (AUF) que se extiende en torno a la ciudad de Burgos.

### Arciprestazgo de Burgos - Gamonal
- Iglesia de Nuestra Señora de la Vega, en Villayerno Morquillas.

### Arciprestazgo de San Juan de Ortega
- Iglesia de San Vicente, en Villagonzalo Pedernales.
- Iglesia de San Miguel Arcángel, en Arcos de la Llana.
- Iglesia de San Martín, en Ibeas de Juarros.
- Iglesia de la Asunción de Nuestra Señora, en Villalbilla de Burgos.
- Iglesia de San Martín Obispo, en Cardeñadijo.
- Iglesia de la Asunción de Nuestra Señora, en Cardeñajimeno.
- Iglesia de Santa Eugenia, en Castrillo del Val.
- Iglesia de San Juan Bautista, en Castrillo del Val.
- Iglesia de la Asunción de Nuestra Señora, en Tardajos.
- Iglesia de la Asunción de Nuestra Señora, en Modúbar de la Emparedada.
- Iglesia de Santa María la Mayor, en Buniel.
- Iglesia de San Pedro Cátedra, en Villariezo.
- Iglesia de Santa María la Mayor, en Albillos.
- Iglesia de San Pedro, en Cogollos.
- Iglesia de San Román, en Cogollos (sin culto).
- Iglesia de San Román Mártir, en Carcedo de Burgos.
- Iglesia de San Esteban, en Cayuela.
- Iglesia de San Pedro Apóstol, en Cavia.
- Iglesia de San Miguel Arcángel, en Quintanilla de las Carretas.
- Iglesia de San Facundo y San Primitivo, en Las Quintanillas.
- Iglesia de Santiago Apóstol, en Hurones.
- Iglesia de San Millán Abad, en Orbaneja Riopico.
- Iglesia de la Asunción de Nuestra Señora, en Rubena.
- Iglesia de la Natividad de San Juan Bautista, en Revillarruz.
- Iglesia de San Mamés Mártir, en San Mamés de Burgos.
- Iglesia de la Santa Cruz, en Saldaña de Burgos.
- Iglesia de San Pedro Apóstol, en Sarracín.

### Arciprestazgo de Ubierna - Urbel
- Iglesia de Nuestra Señora del Rosario, en Alfoz de Quintanadueñas.
- Iglesia de San Juan Bautista, en Merindad de Río Ubierna.
- Iglesia de Santa Eulalia de Mérida, en Quintanilla Vivar.
- Iglesia de San Martín, en Quintanaortuño.
- Iglesia de Santa María la Mayor, en Robredo-Temiño.
- Iglesia de la Asunción de Nuestra Señora, en Sotragero.
- Iglesia de San Miguel, en Tobes y Rahedo.
- Iglesia de San Miguel Arcángel en Vivar del Cid.

## Ermitas y oratorios en la ciudad de Burgos

### Ermitas desaparecidas
- Ermita de San Miguel.
- Ermita de Santa Coloma.
- Ermita de Nuestra Señora de la Rebolleda. La imagen de la Virgen de la Rebolleda se conserva en la iglesia de Nuestra Señora del Rosario.

### Ermitas y oratorios
- Ermita de San Amaro.
- Capilla de la Divina Pastora (sobre la capilla se encuentra el albergue de peregrinos de Santiago y Santa Catalina, también conocido como de la Divina Pastora).

## Iglesias de órdenes religiosas en la ciudad de Burgos
- Iglesia de Nuestra Señora del Carmen, Carmelitas descalzos.
- Iglesia de Nuestra Señora de La Merced, Jesuitas.

### Órdenes religiosas de clausura
- Iglesia de Santa Dorotea, Canónigas Agustinas.
- Iglesia de Santa Clara, Clarisas.
- Iglesia de San José y Santa Ana, Carmelitas descalzas.
- Iglesia de las Trinitarias, Trinitarias contemplativas. Desde 2014, la Parroquia Ortodoxa Rumana Santos Apóstoles Pedro y Pablo de Burgos celebra su culto en esta iglesia.
- Iglesia de las Luisas, Concepcionistas.
- Iglesia de las Salesas, Salesas.
- Iglesia de las Bernardas, Cistercienses de San Bernardo.
- Iglesia de las Agustinas, Agustinas ermitañas.
- Iglesia de las Calatravas, Cistercienses calatravas.